# Liste d'écrivains laotiens
Cette liste chronologique d'écrivains laotiens vise à devenir la liste la plus complète possible des écrivains laotiens reconnus.

## 1500
- Pangkham / Pang Kham, auteur supposé du poème épique Sang Sinxay (en) (vers 1550-1650)

## 1800
- Souvanna Phomma (en) (1830?-1887), uparaja de Luang Prabang,
- Pierre Somchine Nginn (1892-1981), écrivain, poète, traducteur, L’Image sacrée du Bouddha (Phra Phoutthahoup Saksit, 1944), Doc Champa : Fleur de frangipanier, Chanthakhat,
- Phia Sing (1898-1967), maître de cérémonie, architecte, médecin, artiste multi-support, poète et écrivain,

## 1900
- Katay Don Sasorith (1904-1959), homme politique, auteur, ministre,
- Sila Viragong (1905-1980 ?), historien, philologue, rénovateur de l’écriture lao, Histoire du Laos (Phongsavadane lao, 1957),
- Thao Nhouy Abhay (1909-1963)[1], Aspects du pays lao, Contes laotiens, Poétique lao (1943), Le Laos de toujours (1984),
- Võ Thu Tinh (1920-2010), Les origines du Laos[2],
- Amphay Doré (1940 ?-)[3], L'école de la forêt, un itinéraire spirituel lao (1996),
- Outhine Bounyavong (1942-2000), écrivain, nouvelliste, Mères bien-aimées : histoires du Laos,
- Phou Ngeuan Souk-Aloun (1944-2013)[4],
- Singto Na Champassak (1945-2019), officier, Mon destin
- Douangdeuane Bounyavong (1947-, Douangdeuane Viravong, Dok Ked), écrivaine, poétesse, nouvelliste, Kam Pha Phi Noi (Le petit orphelin et l'esprit),

## 1950
- Monique Sithamma (1950 ?-)[5], traductrice française (depuis le lao), littérature jeunesse, La tortue d'or (1991), Nang Phom Hom, la fille aux cheveux parfumés (1992)
- Vangsamouth Singkeuth (1951-)
- Daoviang Butnakho (en) (1954-2019), journaliste, musicien, poète, chanteur,
- Dia Cha (en) (1962 -), universitaire, essayiste, hmong,
- Thavisouk Phrasavath (en) (1964-), artiste visuel, écrivain, monteur/réalisateur, vivant à New York,
- Kiyé Simon Luang (1966-)[6], Que dire ? (2010), Ici finit l'exil (2008), La Mère des eaux (2006),
- May Kham (1965 ?-), Journal d’une enfant survivante[7],
- Ketmani Kouanchao (en) (1968-), écrivaine,
- Marithone Clotté-Sygnavong (1970 ?-)[8], Le Laos et les événements d'Indochine, de 1975 à 1995 (1996), Souvanna Phouma, 1901-1984, la passion de la paix (1998, Prix littéraire de l'Asie 1999),
- Channapha Khamvongsa (en) (1973-), écrivaine,
- Tiane Doan Na Champassak (1973-), photographe, plasticien, livres d'artistes, Le Sexe des anges (2003), Le Rivage : une épopée indochinoise (2008),
- Bryan Thao Worra (en) (1973-, USA), écrivain, poète, dramaturge,
- Mai Neng Moua (1974-, USA), écrivaine et anthologiste,
- Loo Hui Phang (1974-), bédéiste, écrivaine, scénariste, réalisatrice, française, Panorama (BD), L’Imprudence (2019, prix Léopold Senghor 2020),
- Nor Sanavongsay (en) (1975-), nouvelliste, bédéiste,
- Souvankham Thammavongsa (en) (1978-, Canada), nouvelliste, poétesse, Prix O. Henry 2019,
- Thavisouk Phrasavath (en) (1980?-), artiste visuel, cinéaste et écrivain-poète,
- Saymoukda Vongsay (en) (1981-, USA), poétesse, dramaturge, performeuse, nouvelliste, activiste,
- Chanida Phaengdara Potter (en) (1984-), écrivaine et activiste,
- Krysada Panusith Phounsiri (en) (1988-, San Diego), poétesse, artiste, ingénieure, Danse parmi les éléphants (2015),

## sans dates
- Élisabeth Vilayleck (Biba)[9], ethnolinguiste, Fleurs de la dévotion, ethnobotanique culturelle au Laos (2011), Jouer la nature : une enfance au Laos entre rizières et forêts (2014)
- Thiane Khamvongsa, comédienne, dramaturge, metteure en scène, Au revoir Pays
- Somboun Narpoolmin (? 1950-), Les enfants du Palais blanc. De l'Orient à l'Occident (1991)
- Bounmy, Le radeau de bambou (3 tomes)
- Bounmy Rattanavan, fils d'exilé chinois au Laos, étudiant en France en 1971, magnat parisien (Frères Tang),
- Karine Amarine, responsable de l'antenne du Centre de Langue française au Laos à Luang Prabang, Contes et légendes du Laos,
- Prix SEA (2010-) : Soukhee Norasilp, Duangxay Luangphasy, Bounthanong Xomxayphol, Dara Kanlaya